# پیش از اینکه ما بر زمین حکومت کنیم
پیش از اینکه ما بر زمین حکومت کنیم (انگلیسی: Before We Ruled the Earth)، یک تلویزیون دو قسمتی فیلم مستند مینی‌سریال است که اولین بار در ۹ فوریه ۲۰۰۳ در شبکه تلویزیونی دیسکاوری پخش شد. در این برنامه تاریخ انسان اولیه و چالش‌هایی که انسان‌ها هزاران سال پیش با آن روبرو بوده‌اند، نمایش داده می‌شود. قسمت اول «شکار یا شکار شو» و قسمت دوم «مسلط بر جانوران» نام داشت.